# Pestalozzi-Stiftung

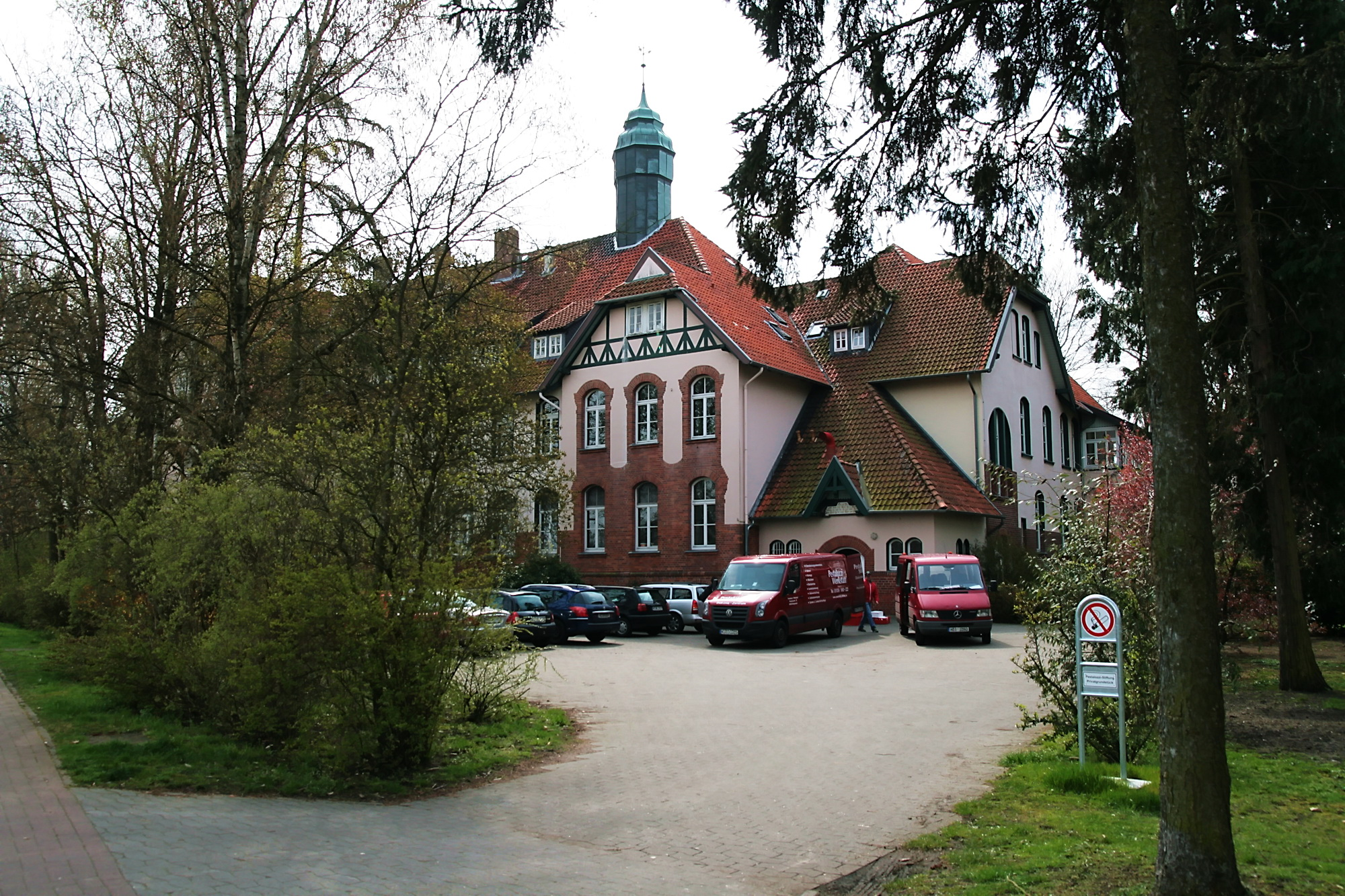
Wichernhaus der Pestalozzi-Stiftung in Burgwedel

Die Pestalozzi-Stiftung in Burgwedel besteht seit 1846 und ist eine rechtsfähige Stiftung bürgerlichen Rechts und eine kirchliche Stiftung in der Region Hannover in Niedersachsen. Arbeitsschwerpunkte sind Kinder- und Jugendhilfe, Behindertenhilfe sowie die Schulträgerschaft. Namensgeber der Stiftung ist der Sozialreformer Johann Heinrich Pestalozzi. Sie ist Mitglied im Diakonischen Werk in Niedersachsen.

## Geschichte

### Von der Gründung bis zum Umzug nach Burgwedel
1846 nahmen Hannoversche Bürger den hundertsten Geburtstag des Schweizer Pädagogen Johann Heinrich Pestalozzi (1746–1827) zum Anlass, eine in seinem Sinne wirkende Stiftung zu gründen. Ziel der Stiftungsväter war es, durch Verwaisung, Verarmung oder „sittliche Verwahrlosung“ gefährdete Kinder in „anerkannt rechtschaffene Pflegefamilien“ zu vermitteln. Im Gegenzug erhielten diese dafür ein Kostgeld von der Stiftung. Im Übrigen fungierte die Stiftung nur als Vermittlungsstelle; die Betreuung erfolgte durch ein Netzwerk von örtlichen „Korrespondenten“, meist Pastoren und Lehrern. Die Kinder blieben anfangs nur bis zur Konfirmation in den Pflegefamilien; später auch bis zur Volljährigkeit mit 21. Im Jahr 1888 wurden so insgesamt schon 600 Kinder und Jugendliche von der Stiftung versorgt. Bis 1913 sind mindestens 214 so einquartierte Kinder alleine am heutigen Sitz der Stiftung in Großburgwedel dokumentiert.
Neben diesen frühen Formen des heutigen Systems der Pflegeeltern (bzw. Erziehungsstellen), wurde zusätzlich ab 1850 in Hannover-Kleefeld – ab 1851 in Hannover-Ricklingen – ein sogenanntes „Rettungshaus“ für insgesamt 40 „schwierige Fälle“ durch die Pestalozzi-Stiftung bereitgehalten. Dieses war jedoch spätestens 1903 völlig überfüllt, so dass man sich nach einem neuen Bauplatz umsehen musste: Am 26. Oktober 1903 beschloss der Verwaltungsrat der Stiftung die „Leisenberg’schen Grundstücke“ südlich des Ortes Großburgwedel zum Preis von 15.100 Mark zu kaufen.
Um Ostern 1904 begann der hannoversche Architekt Eduard Wendebourg mit dem Bau eines neuen Rettungshauses. Dieses bot Platz für 80 Heiminsassen und das Personal. Die Baukosten in Höhe von 135.000 Mark konnte die Stiftung aus Spenden, dem Verkaufserlös des Hauses in Hannover-Ricklingen und Krediten bestreiten.
Der Umzug nach Großburgwedel erfolgte am 22. November 1904 mit insgesamt 51 Zöglingen und dem Personal (vier Diakone aus dem hannoverschen Stephanstift, fünf Hausmädchen und dem Hausvaterehepaar Köver).
Damit verlegte die Pestalozzi-Stiftung endgültig ihren Sitz von Hannover nach Burgwedel.

## Geschäftstätigkeit
Die Stiftung sieht als diakonisches Unternehmen ihren Arbeitsschwerpunkt in sozialen und pädagogischen Dienstleistungen an 18 Standorten der Region. Neben dem Hauptstandort in Burgwedel sind das Burgdorf, Isernhagen, Langenhagen, Garbsen, Hannover, Walsrode, Winsen (Aller), Rethem, Schwarmstedt und Celle.
Angebote sind ein Kinderheim, Förderschulen, ein Kindergarten, Jugendhilfe, Behindertenhilfe und das Pestalozzi-Seminar (Fachschule Sozialassistent/Erzieher). Außerdem kooperiert die Pestalozzi-Stiftung mit der Johanneshof Wettbergen gGmbH, der Jugendwerkstatt Celle gGmbH sowie der Lebensberatungsstelle für Burgwedel, Isernhagen, Wedemark.
Wesentliches und erfolgreiches Element der Behindertenhilfe ist die vielfältig für regionale Unternehmen tätige Pestalozzi-Werkstatt.

## Stiftungsvorstände
- 1914–1923: Pastor Johannes Wolff (1884–1977)[4]
- 1923–1965: Pastor Johannes Heinrich Georg Badenhop (1890–1965)[5]
- 1960–1984: Pastor Hans-Georg Badenhop (1924–1989)
- 1984–2010: Pastor Andreas Seifert (1945–2019)[6]
- 2010–2021: Pastor Claus Dietrich Fitschen (* 1956)[7]
- seit 2019: Sebastian Bernschein (* 1977)[7]
- seit 2021: Andrea Sewing (* 1969)[8]